# Puisieux (Pas-de-Calais)
Pour les articles homonymes, voir Puisieux.
Puisieux, également appelée Puisieux-au-Mont, est une commune française située dans le département du Pas-de-Calais, en région Hauts-de-France. Ses habitants sont appelés les Puisatiers. La commune est membre de la communauté de communes du Sud-Artois.

## Géographie

### Localisation
Localisée dans le sud-est du département du Pas-de-Calais et limitrophe du département de la Somme, Puisieux est un bourg rural situé à 10 km à l'ouest de la commune de Bapaume et à 20 km au sud de la commune d’Arras (aire d'attraction, chef-lieu d'arrondissement et préfecture du Pas-de-Calais).
Le territoire de la commune est limitrophe de ceux de six communes, dont quatre, Beaucourt-sur-l'Ancre, Beaumont-Hamel, Grandcourt et Miraumont, dans le département de la Somme.
Les communes limitrophes sont  Beaucourt-sur-l'Ancre, Beaumont-Hamel, Bucquoy, Grandcourt, Hébuterne et Miraumont.

### Géologie et relief
La superficie de la commune est de 11,69 km2 ; son altitude varie de 77  à   147 mètres.

### Hydrographie

#### Réseau hydrographique
La commune est située dans le bassin Artois-Picardie. Elle est traversée par trois cours d'eau :	
- l'Ancre, rivière d'une longueur de 37 km, qui prend sa source dans la commune de Miraumont et se jette  dans la Somme canalisée à Aubigny[4] ;

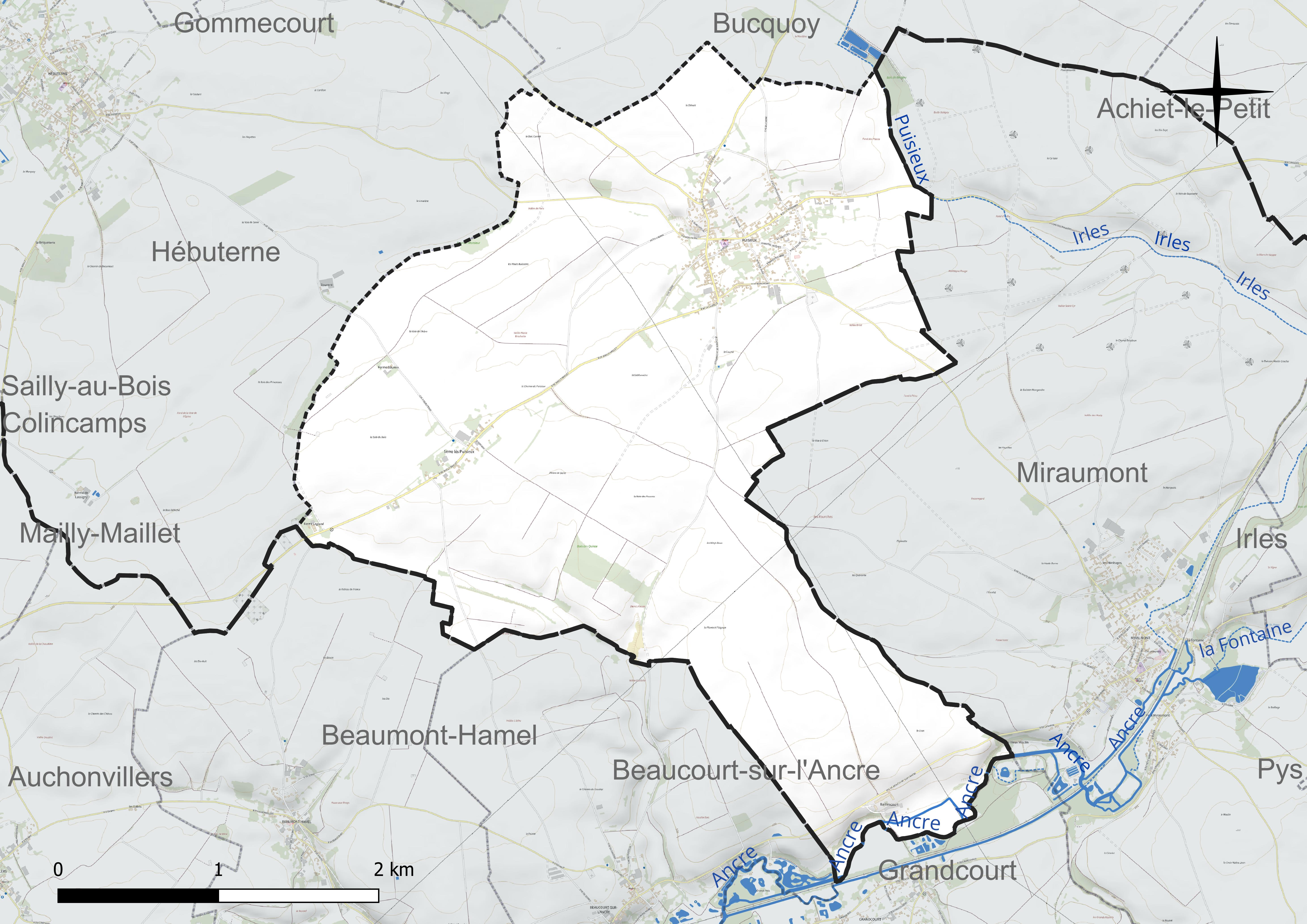
Réseau hydrographique de Puisieux.

- le Puisieux, cours d'eau naturel non navigable de 1,35 km qui prend sa source dans la commune de Bucquoy et termine sa course au niveau de la commune de Miraumont[5],[6] ;
- le Beaucourt-sur-l'Ancre, cours d'eau naturel non navigable de 1,07 km qui prend sa source dans la commune et termine sa course au niveau de la commune de Beaucourt-sur-l'Ancre[7],[Carte 1].

#### Gestion et qualité des eaux
Le territoire communal est couvert par le schéma d'aménagement et de gestion des eaux (SAGE) « Somme aval et Cours d'eau côtiers ». Ce document de planification concerne un territoire de 1 835 km2 de superficie, délimité par le bassin versant de la Somme canalisée. Le périmètre a été arrêté le 29 avril 2010 et le SAGE proprement dit a été approuvé le 6 août 2019. La structure porteuse de l'élaboration et de la mise en œuvre est le syndicat mixte d'aménagement hydraulique du bassin versant de la Somme (AMEVA).
La qualité des cours d'eau peut être consultée sur un site dédié géré par les agences de l'eau et l'Agence française pour la biodiversité.

### Climat
Pour des articles plus généraux, voir Climat des Hauts-de-France et Climat du Nord-Pas-de-Calais.
En 2010, le climat de la commune est de type climat océanique dégradé des plaines du Centre et du Nord, selon une étude du CNRS s'appuyant sur une série de données couvrant la période 1971-2000. En 2020, Météo-France publie une typologie des climats de la France métropolitaine dans laquelle la commune est exposée à un climat océanique et est dans la région climatique Nord-est du bassin Parisien, caractérisée par un ensoleillement médiocre, une pluviométrie moyenne régulièrement répartie au cours de l'année et un hiver froid (3 °C).
Pour la période 1971-2000, la température annuelle moyenne est de 9,9 °C, avec une amplitude thermique annuelle de 14,6 °C. Le cumul annuel moyen de précipitations est de 795 mm, avec 12,6 jours de précipitations en janvier et 9,3 jours en juillet. Pour la période 1991-2020, la température moyenne annuelle observée sur la station météorologique la plus proche, située sur la commune de Méaulte à 15 km à vol d'oiseau, est de 10,7 °C et le cumul annuel moyen de précipitations est de 730,3 mm,. Pour l'avenir, les paramètres climatiques de la commune estimés pour 2050 selon différents scénarios d'émission de gaz à effet de serre sont consultables sur un site dédié publié par Météo-France en novembre 2022.

### Paysages
Pour un article plus général, voir Paysage en France.

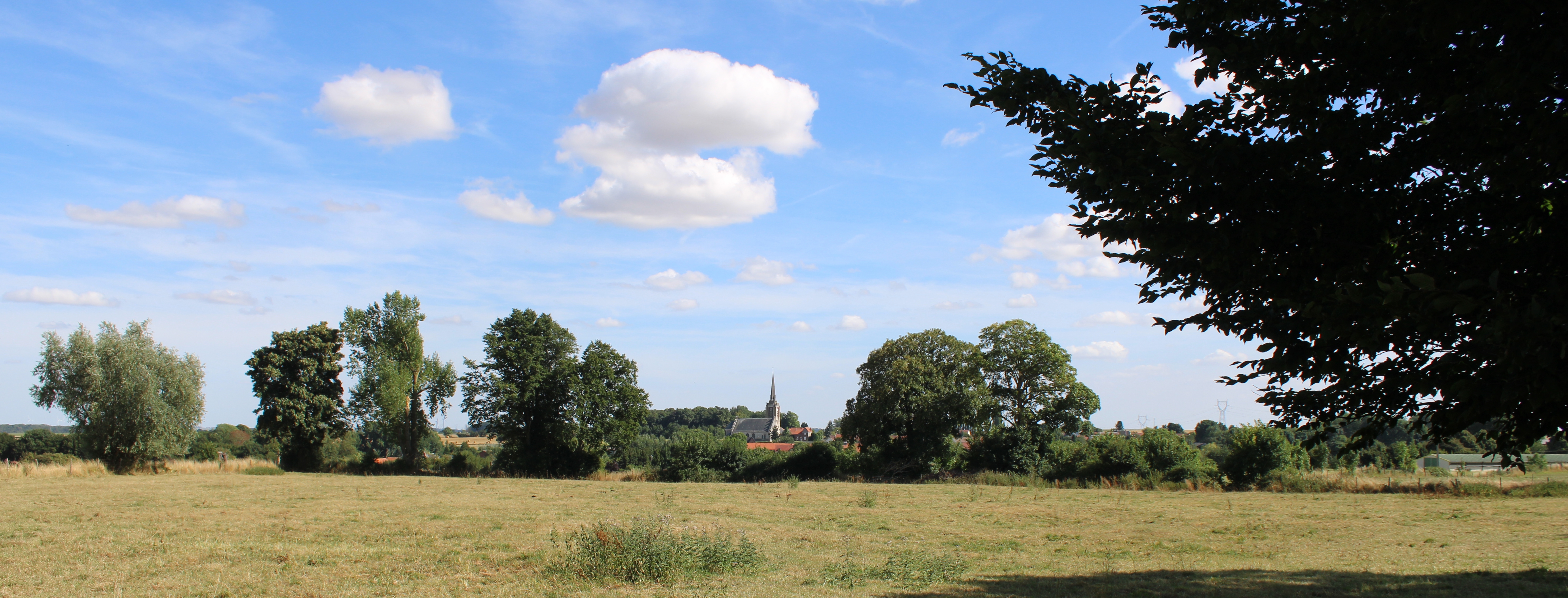
Panorama du village.

La commune est située dans le paysage régional des grands plateaux artésiens et cambrésiens tel que défini dans l'atlas des paysages de la région Nord-Pas-de-Calais, conçu par la direction régionale de l'Environnement, de l'Aménagement et du Logement (DREAL),. Ce paysage régional, qui concerne 238 communes, est dominé par les « grandes cultures » de céréales et de betteraves industrielles qui représentent 70 % de la surface agricole utilisée (SAU).

### Milieux naturels et biodiversité
L’Inventaire national du patrimoine naturel (INPN) recense plusieurs espèces faunistiques et floristiques sur le territoire de la commune dont certaines sont protégées et d’autres menacées et quasi-menacées.

## Urbanisme

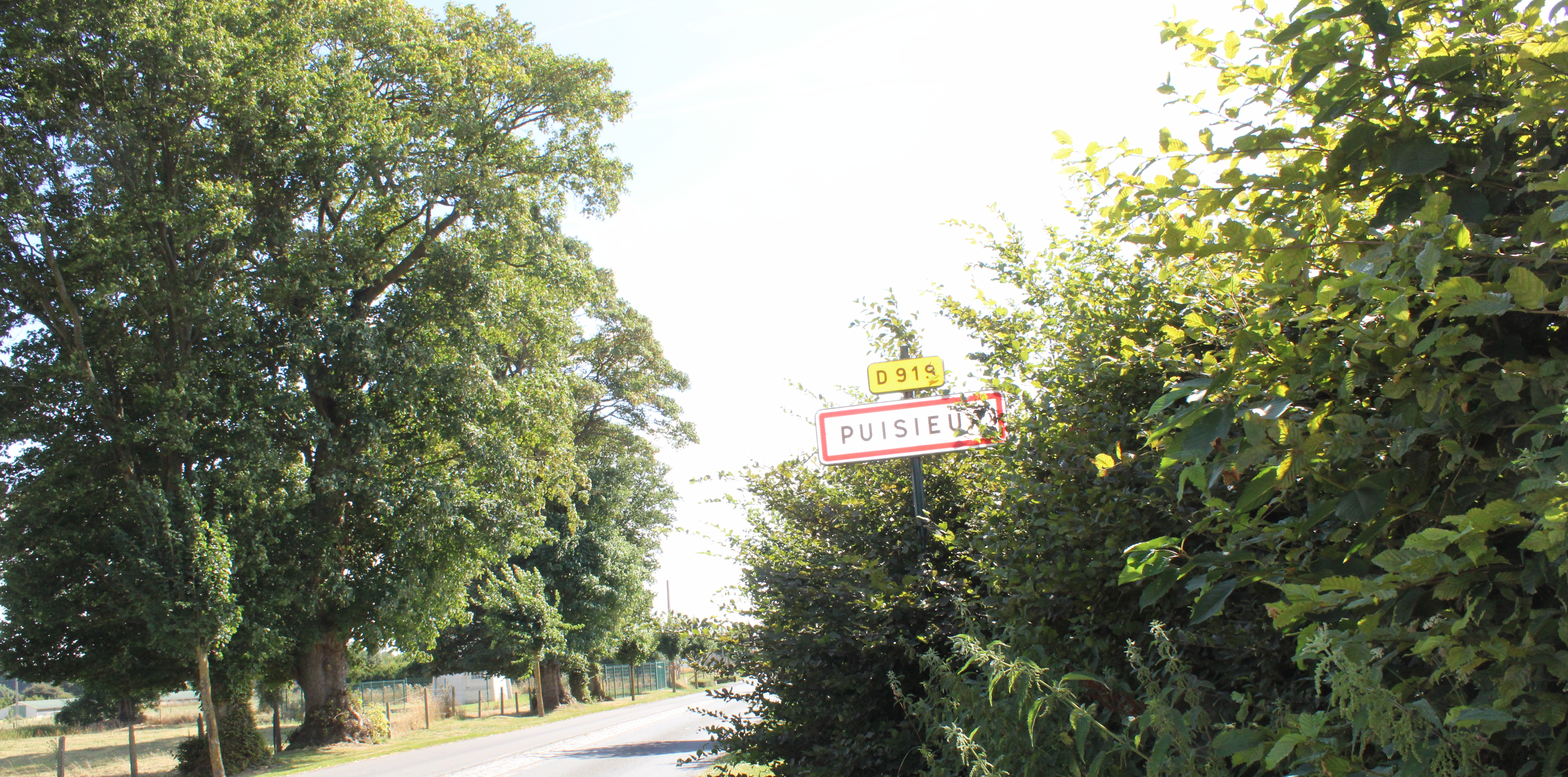
Entrée du village.

### Typologie
Au 1er janvier 2024, Puisieux est catégorisée bourg rural, selon la nouvelle grille communale de densité à sept niveaux définie par l'Insee en 2022.
Elle est située hors unité urbaine. Par ailleurs la commune fait partie de l'aire d'attraction d'Arras, dont elle est une commune de la couronne,. Cette aire, qui regroupe 163 communes, est catégorisée dans les aires de 50 000 à moins de 200 000 habitants,.

### Occupation des sols
L'occupation des sols de la commune, telle qu'elle ressort de la base de données européenne d'occupation biophysique des sols Corine Land Cover (CLC), est marquée par l'importance des territoires agricoles (96,4 % en 2018), une proportion identique à celle de 1990 (96,4 %). La répartition détaillée en 2018 est la suivante : 
terres arables (92,5 %), zones urbanisées (3,6 %), zones agricoles hétérogènes (2,2 %), prairies (1,8 %), forêts (0,1 %). L'évolution de l'occupation des sols de la commune et de ses infrastructures peut être observée sur les différentes représentations cartographiques du territoire : la carte de Cassini (XVIIIe siècle), la carte d'état-major (1820-1866) et les cartes ou photos aériennes de l'IGN pour la période actuelle (1950 à aujourd'hui).

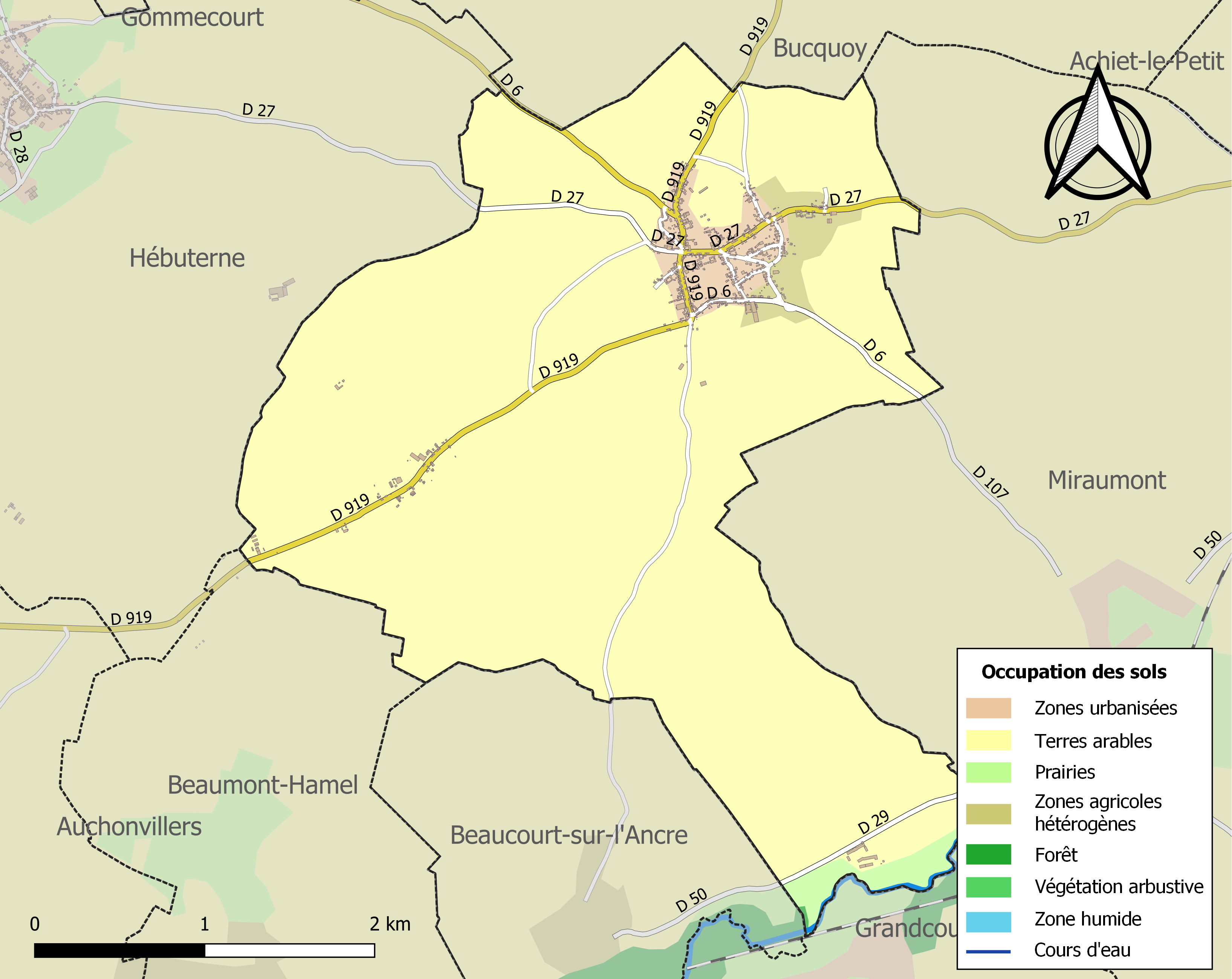
Carte des infrastructures et de l'occupation des sols de la commune en 2018 (CLC).

### Lieux-dits, hameaux et écarts
Le hameau de Serre-lès-Puisieux est sur le territoire communal.

## Toponymie
Le nom de la localité est attesté sous les formes Putialis in pago Adratinse en 799 ; Puisex en 1225 ; Pucheseaves en 1323 ; Puiseus en 1231 ; Puyseus en 1273 ; Puchesyaves et Puisseus au XIIIe siècle ; Puiseurs en 1415 ; Putheœaquæ en 1381 ; Puiseux en 1539 ; Puisœulx au XVIIe siècle ; Puissieux en 1720 ; Puyseux en 1790 ; Puisieux en 1793 et depuis 1801.
Du latin puteus, « trou, fosse », « gouffre, fosse très profonde », « puits d'eau vive » ou même « puits de mine » et du diminutif -eolum. Son sens s'est ensuite étendu au « trou creusé pour atteindre une nappe d'eau souterraine ».
Les deux hameaux, Baillescourt et Puisieux-au-Val, sont absorbés par Puisieux entre 1790 et 1794.

## Histoire
Baillescourt est le berceau de la famille De Baillencourt dit Courcol, souvent associée aux puissantes familles féodales régionales, voire de l'ensemble du royaume. Bridoul de Puisieux combat et trouve la mort lors de la bataille d'Azincourt en 1415.
La commune est le théâtre d'opération de la bataille de Bapaume durant la guerre franco-allemande de 1870.

### Première Guerre mondiale
Durant la Première Guerre mondiale, Puisieux est détruite lors de la bataille d'Hébuterne en 1915, avant d'être reprise le 1er mars 1917 par l'armée australienne. 
La commune est décorée de la croix de guerre 1914-1918 par décret du 23 septembre 1920, distinction également attribuée à 276 autres communes du Pas-de-Calais.

Les ruines du village de Puisieux en février 1917
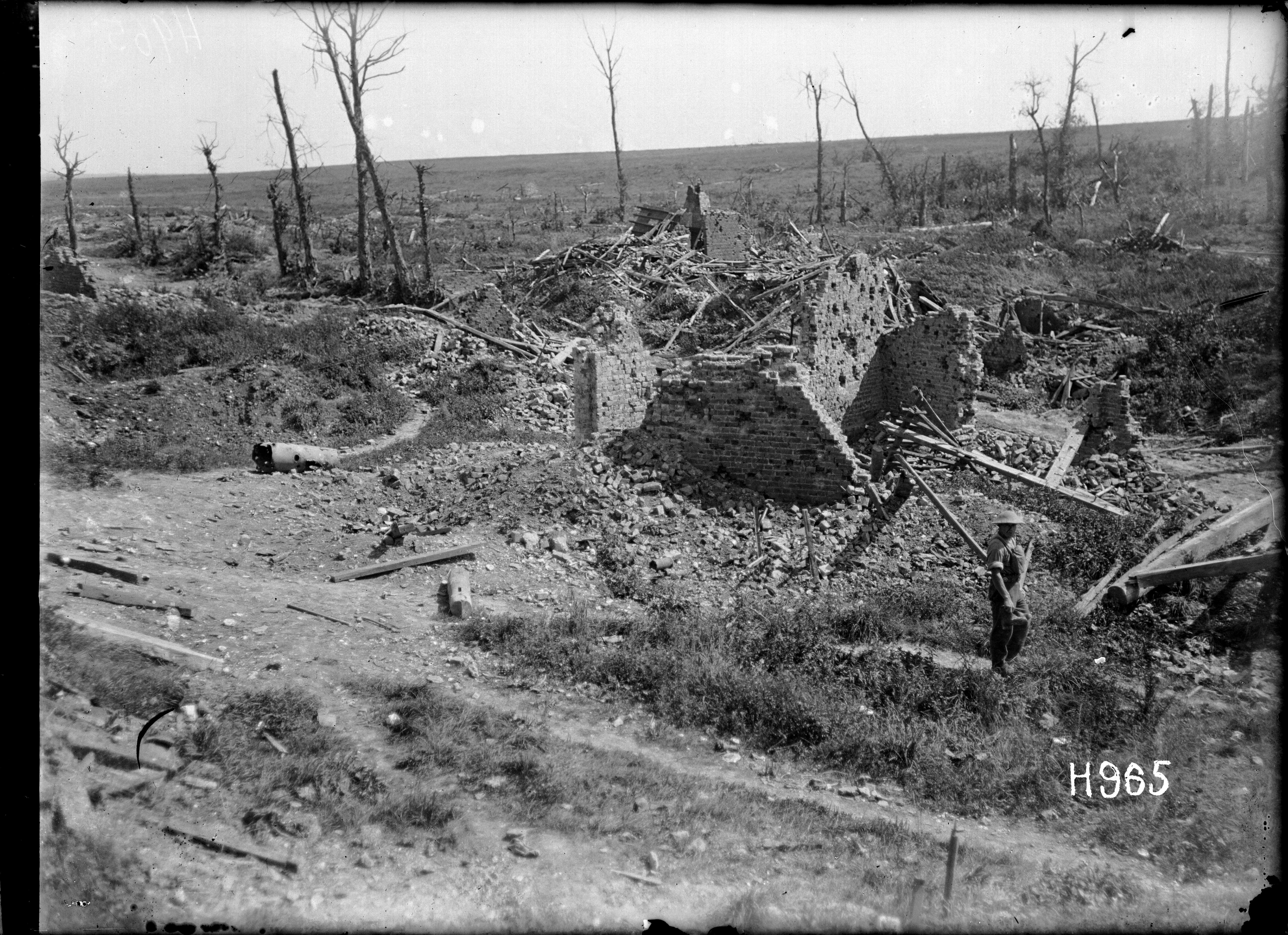
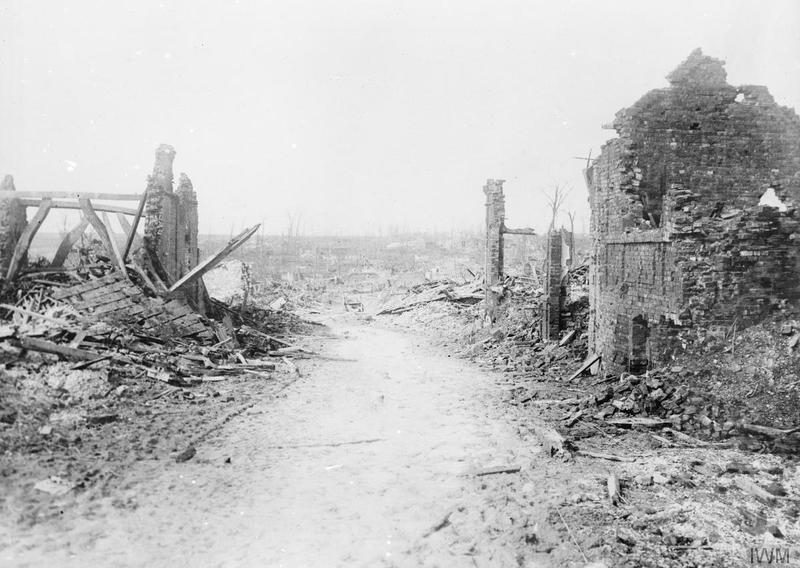
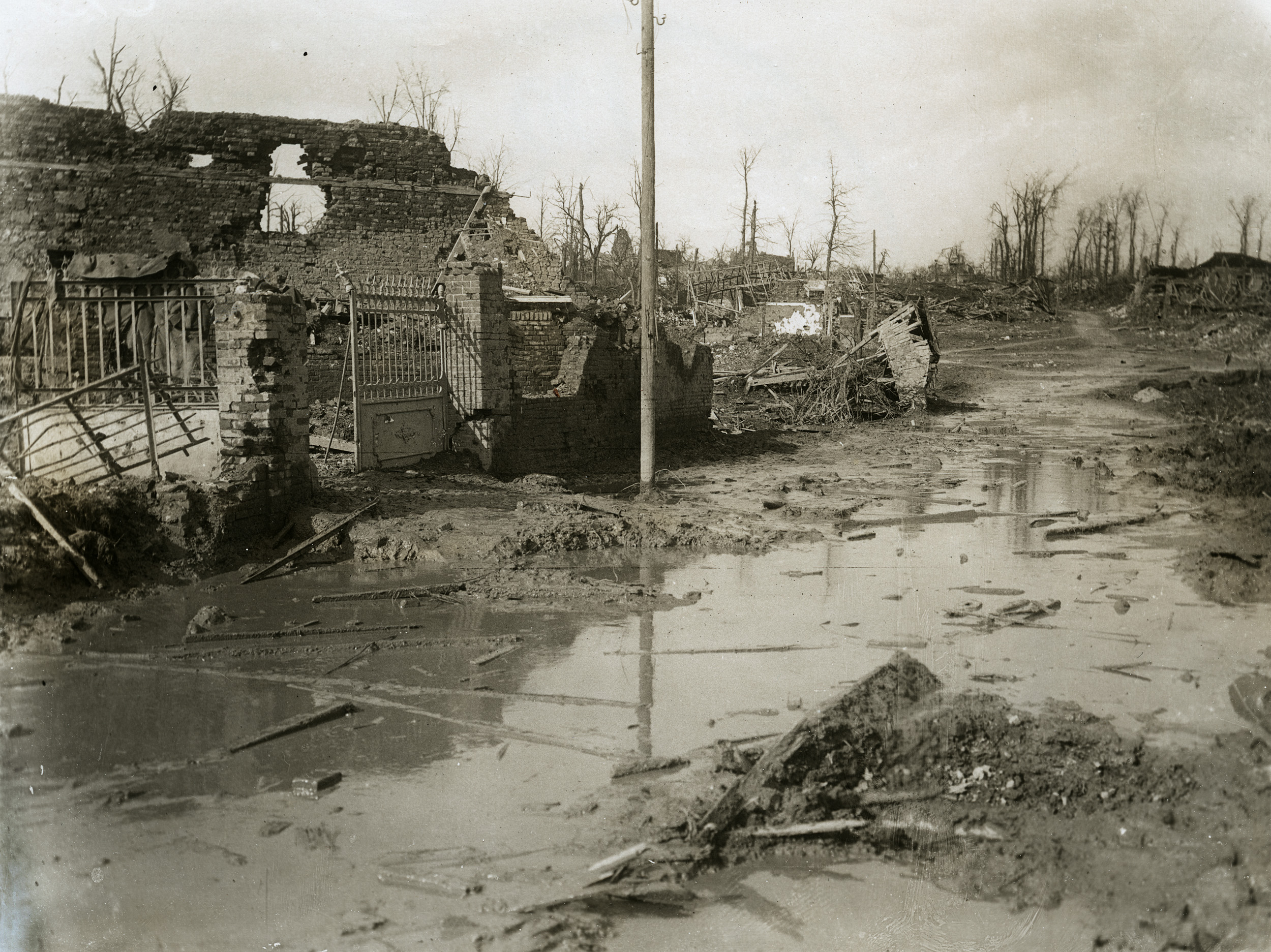
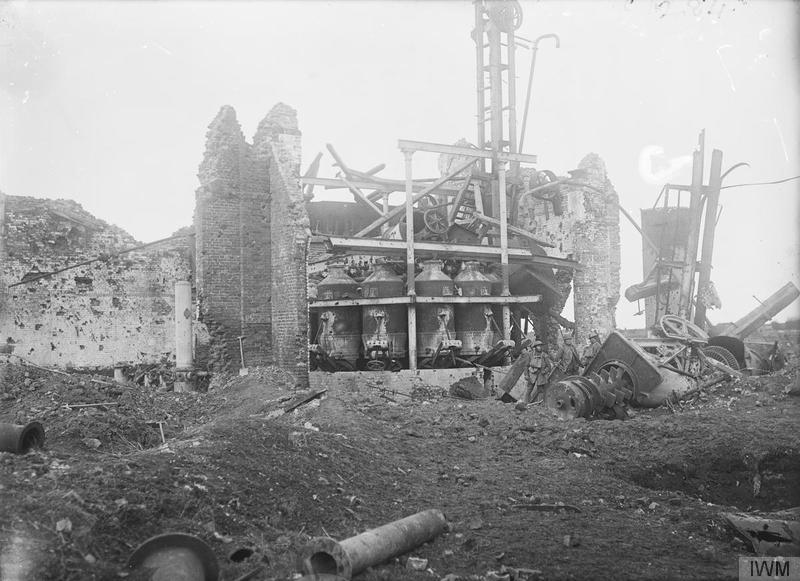

## Politique et administration

### Découpage territorial
La commune se trouve dans l'arrondissement d'Arras du département du Pas-de-Calais.

#### Commune et intercommunalités
Le 1er janvier 2017, la commune quitte la communauté de communes des Deux Sources pour intégrer la communauté de communes du Sud-Artois. Cette communauté de communes du Sud-Artois regroupe 64 communes et totalise 27 059 habitants en 2021.

#### Circonscriptions administratives
La commune est rattachée au canton d'Avesnes-le-Comte.

#### Circonscriptions électorales
Pour l'élection des députés, la commune fait partie de la première circonscription du Pas-de-Calais.

### Élections municipales et communautaires

#### Liste des maires
| Période                                  | Période      | Identité        | Étiquette          | Qualité                                                                                  |
| ---------------------------------------- | ------------ | --------------- | ------------------ | ---------------------------------------------------------------------------------------- |
| Les données manquantes sont à compléter. |              |                 |                    |                                                                                          |
|                                          | 1965         | Gaston Plez     | Radical Socialiste |                                                                                          |
| mars 1965                                | 1995         | Albert Rivaux   |                    | Conseiller génèral de 1970 à 2001                                                        |
| mars 1995                                | 2008         | Raymond Ducatel | PS                 |                                                                                          |
| mars 2008                                | juillet 2016 | Denis Grossemy  | PS                 | Réélu pour le mandat 2014-2020,. Décédé en cours de mandat.                              |
| octobre 2016                             | juillet 2018 | Camille Masson  |                    | Élu à la suite du décès de Denis Grossemy. Décédé en cours de mandat.                    |
| octobre 2018                             | -            | Jacques Bonnay  |                    | Cadre du privé Élu à la suite du décès de Camille Masson Réélu pour le mandat 2020-2026, |

## Population et société

### Démographie
Les habitants sont appelés les Puisatiers.

#### Évolution démographique
L'évolution du nombre d'habitants est connue à travers les recensements de la population effectués dans la commune depuis 1793. Pour les communes de moins de 10 000 habitants, une enquête de recensement portant sur toute la population est réalisée tous les cinq ans, les populations de référence des années intermédiaires étant quant à elles estimées par interpolation ou extrapolation. Pour la commune, le premier recensement exhaustif entrant dans le cadre du nouveau dispositif a été réalisé en 2007.

En 2022, la commune comptait 666 habitants, en évolution de −0,89 % par rapport à 2016 (Pas-de-Calais : −0,72 %, France hors Mayotte : +2,11 %).
| 1793  | 1800 | 1806  | 1821  | 1831  | 1836  | 1841  | 1846  | 1851  |
| ----- | ---- | ----- | ----- | ----- | ----- | ----- | ----- | ----- |
| 1 019 | 960  | 1 112 | 1 248 | 1 277 | 1 291 | 1 310 | 1 331 | 1 326 |

| 1856  | 1861  | 1866  | 1872  | 1876  | 1881  | 1886  | 1891  | 1896  |
| ----- | ----- | ----- | ----- | ----- | ----- | ----- | ----- | ----- |
| 1 344 | 1 346 | 1 347 | 1 332 | 1 395 | 1 468 | 1 457 | 1 311 | 1 285 |

| 1901  | 1906  | 1911  | 1921 | 1926 | 1931 | 1936 | 1946 | 1954 |
| ----- | ----- | ----- | ---- | ---- | ---- | ---- | ---- | ---- |
| 1 155 | 1 144 | 1 117 | 334  | 544  | 601  | 595  | 571  | 568  |

| 1962 | 1968 | 1975 | 1982 | 1990 | 1999 | 2006 | 2007 | 2012 |
| ---- | ---- | ---- | ---- | ---- | ---- | ---- | ---- | ---- |
| 566  | 629  | 599  | 658  | 613  | 609  | 626  | 628  | 696  |

| 2017 | 2022 | - | - | - | - | - | - | - |
| ---- | ---- | - | - | - | - | - | - | - |
| 661  | 666  | - | - | - | - | - | - | - |

#### Pyramide des âges
En 2018, le taux de personnes d'un âge inférieur à 30 ans s'élève à 36,2 %, soit en dessous de la moyenne départementale (36,7 %). De même, le taux de personnes d'âge supérieur à 60 ans est de 24,5 % la même année, alors qu'il est de 24,9 % au niveau départemental.
En 2018, la commune comptait 310 hommes pour 344 femmes, soit un taux de 52,60 % de femmes, légèrement supérieur au taux départemental (51,50 %).
Les pyramides des âges de la commune et du département s'établissent comme suit.
| Hommes | Classe d’âge | Femmes |
| ------ | ------------ | ------ |
| 0,3    | 90 ou +      | 0,9    |
| 7,5    | 75-89 ans    | 10,6   |
| 14,9   | 60-74 ans    | 14,7   |
| 18,2   | 45-59 ans    | 15,7   |
| 20,6   | 30-44 ans    | 24,1   |
| 14,6   | 15-29 ans    | 13,4   |
| 23,8   | 0-14 ans     | 20,7   |

| Hommes | Classe d’âge | Femmes |
| ------ | ------------ | ------ |
| 0,5    | 90 ou +      | 1,6    |
| 5,6    | 75-89 ans    | 8,9    |
| 16,7   | 60-74 ans    | 18,1   |
| 20,2   | 45-59 ans    | 19,2   |
| 18,9   | 30-44 ans    | 18,1   |
| 18,2   | 15-29 ans    | 16,2   |
| 19,9   | 0-14 ans     | 17,9   |

## Culture locale et patrimoine

### Lieux et monuments
- L'église Saint-Denis.
- Le monument aux morts[36].
- Les cinq cimetières militaires britanniques : le Luke Copse British Cemetery, le Queens Cemetery (Puisieux), le Serre Road Cemetery N°1, le Serre Road Cemetery N°3 et le Ten Tree Alley Cemetery.

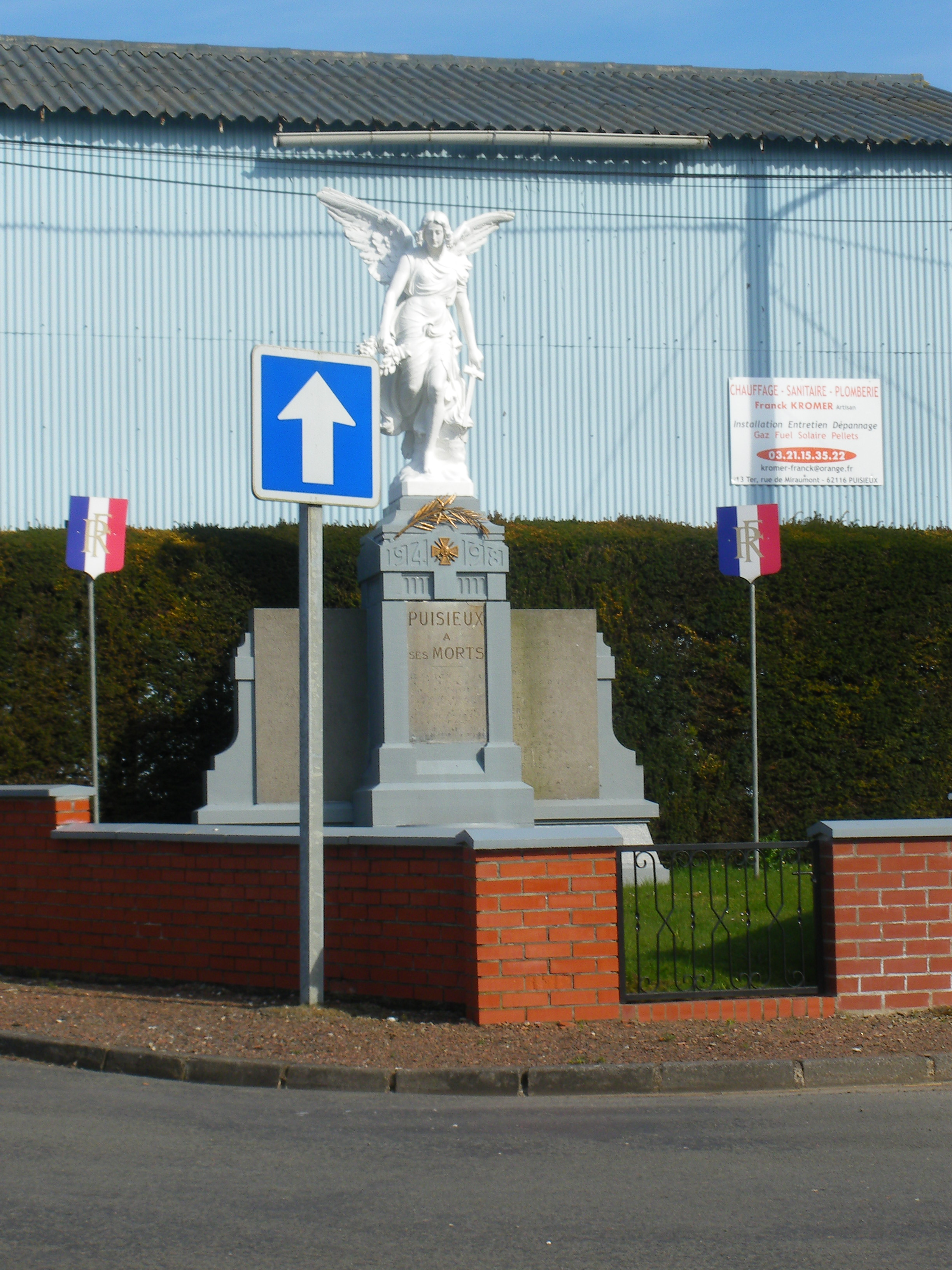
Le monument aux morts.
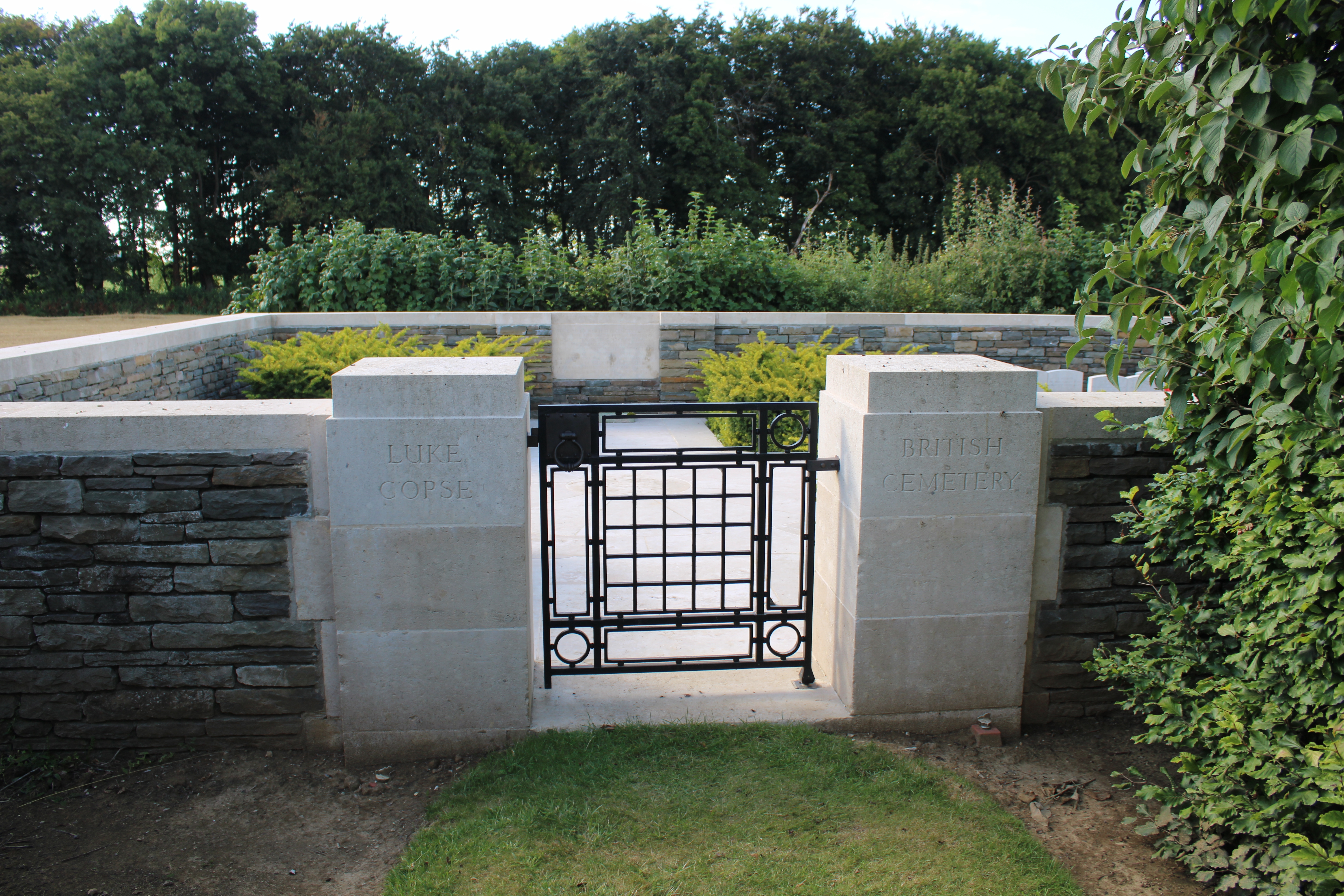
Le Luke Copse British Cemetery.
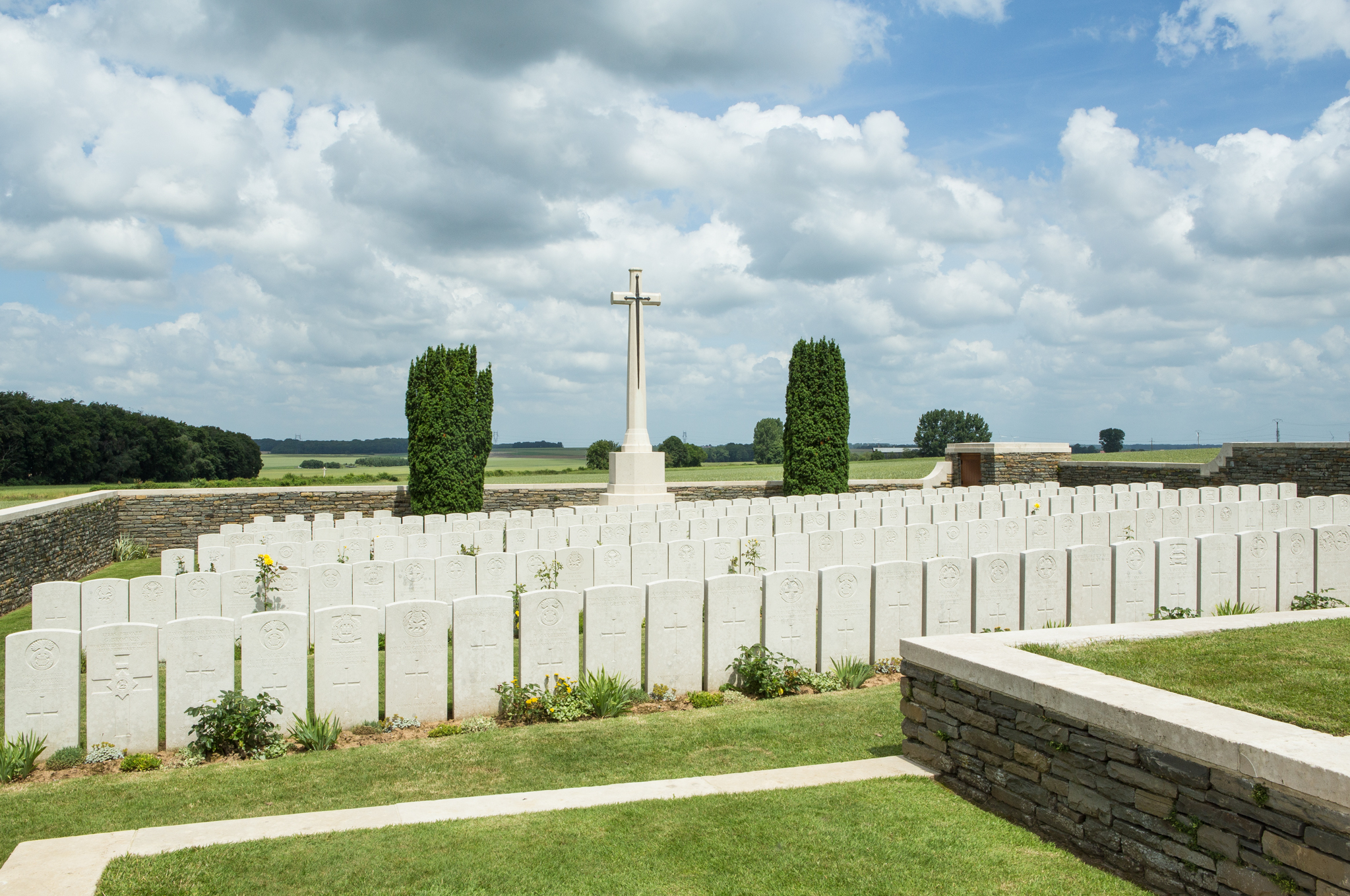
Le Queens Cemetery.
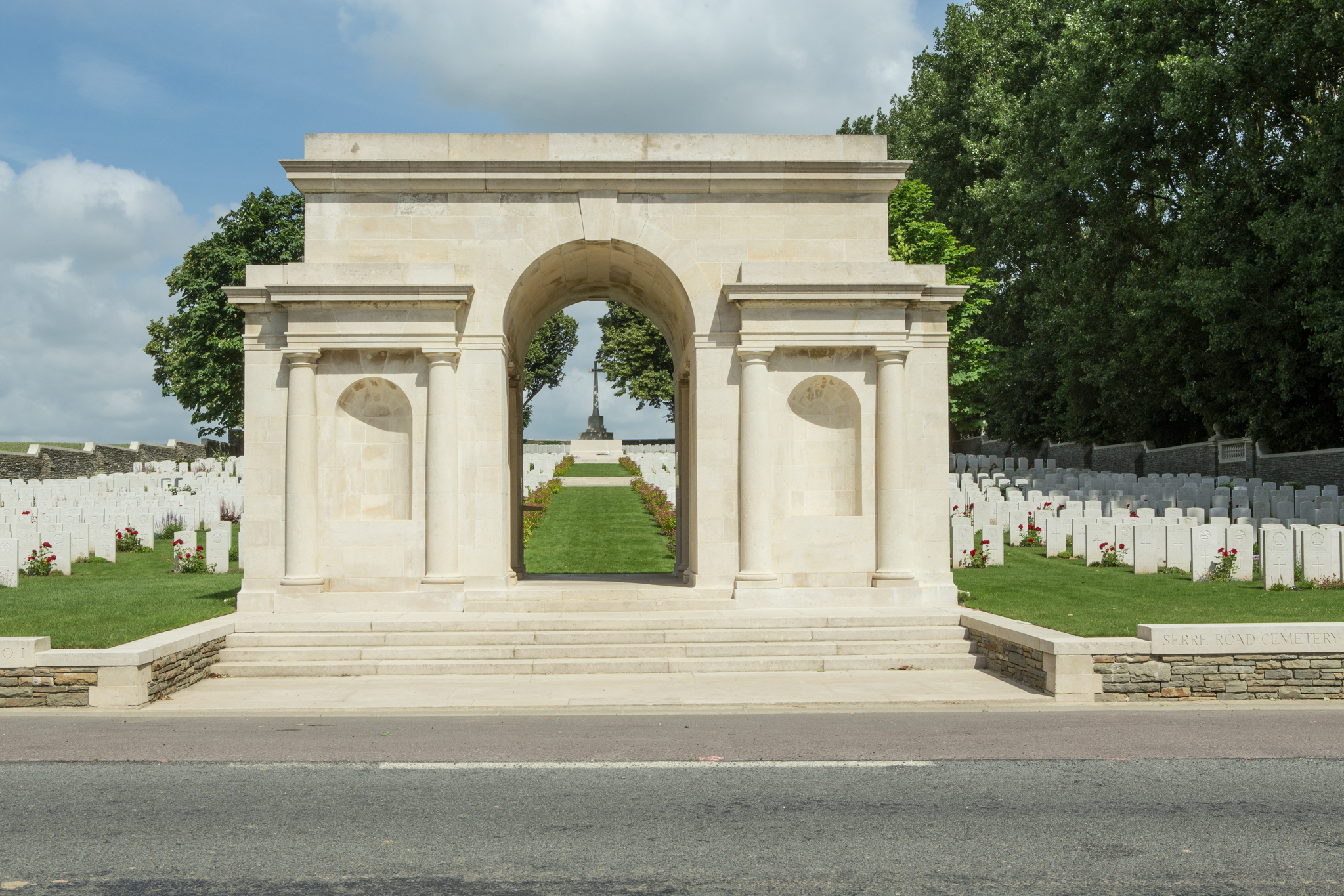
Le Serre Road Cemetery N°1.
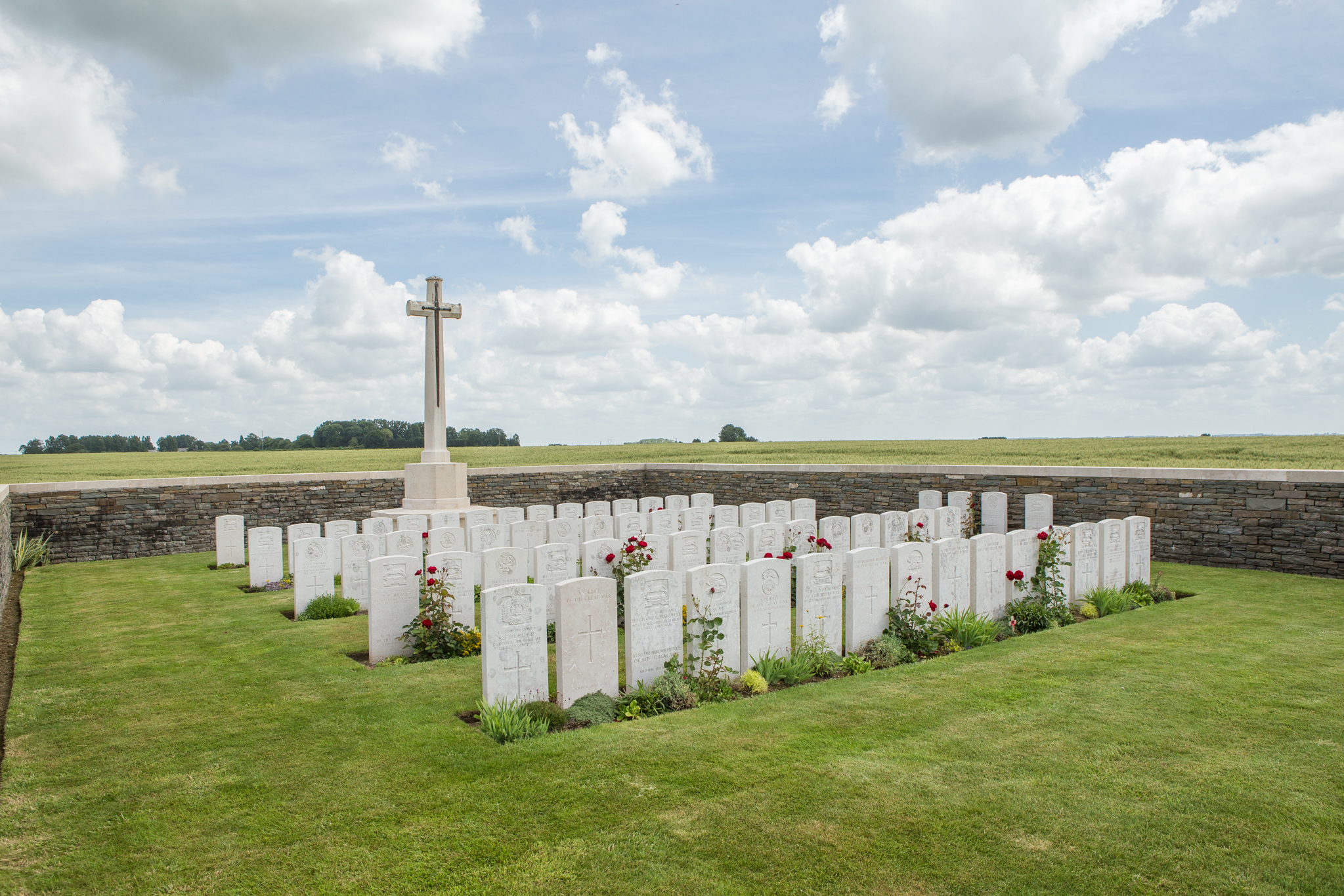
Le Serre Road Cemetery N°3.
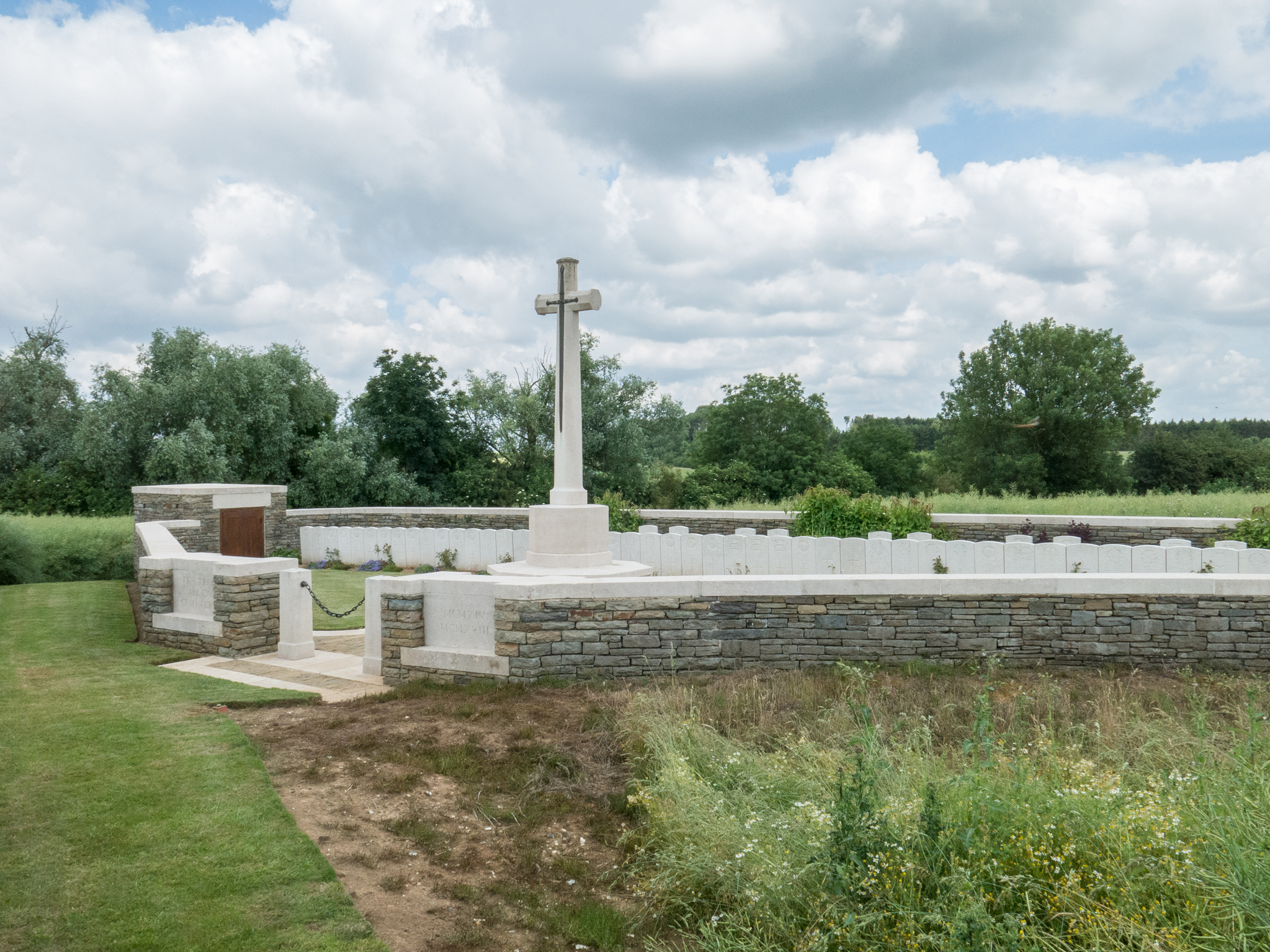
Le Ten Tree Alley Cemetery.

### Personnalités liées à la commune
- Jean Catelas (1894-1941), homme politique, membre du Parti communiste, député de la Somme, né à Puisieux. Condamné par le régime de Vichy pour l'assassinat d'un officier de la Kriegsmarine, il est guillotiné le 24 septembre 1941 à la prison de la Santé.

### Héraldique
| Blason de Puisieux | Blason  | Bandé de vair et de gueules, les bandes de gueules chargées de besants d'or 1, 3 et 1. |
| Blason de Puisieux | Détails | Le statut officiel du blason reste à déterminer.                                       |

## Pour approfondir

#### Bases de données, dictionnaires et encyclopédies
- Ressources relatives à la géographie :   - Insee (communes)
  - Ldh/EHESS/Cassini
- Ressource relative à plusieurs domaines :   - Annuaire du service public français
- Notices d'autorité :   - BnF (données)